# Kabilasi (Siraha)
Kabilasi (nep. कविलासी) – gaun wikas samiti we wschodniej części Nepalu w strefie Sagarmatha w dystrykcie Siraha. Według nepalskiego spisu powszechnego z 2001 roku liczył on 542 gospodarstw domowych i 3280 mieszkańców (1553 kobiet i 1727 mężczyzn).